# ШВАК (оръдие)
 Тази статия е за 20-мм оръдие ШВАК.  За картечницата със същото име вижте ШВАК (картечница).  
ШВАК (на руски: Шпитальный-Владимиров Авиационный Крупнокалиберный – Шпитални-Владимиров Авиационен Големокалибрен) е първото съветско авиационно оръдие с калибър 20 мм. То е създадено от конструкторите Б. Г. Шпитални и С. В. Владимиров през 1935 – 1936 г. на базата на създадената по-рано от тях 12.7-мм авиационна картечница ШВАК. Най-масовото съветско авиационно оръдие през Втората световна война – с него са въоръжени над 60 000 изтребителя, известна част от щурмовиците Ил-2 образец 1941 г, както и много други самолети. Леко променен, моторният вариант на оръдието е монтиран и на танковете Т-40 и Т-60 в началния период на войната. Оръдието е произвеждано от 1936 г. до 1946 г., като само за периода от 1941 г. до 1944 г. са произведени над 102 000 оръдия ШВАК.

## Създаване
Полигонните изпитания на новосъздадената картечница ШВАК през 1935 г. показват, че благодарение на големия запас от якост, заложен в конструкцията, калибърът ѝ може да бъде увеличен по пътя на замяната на ствола, без това да се отрази на габаритите. С това се заема бригада конструктори и скоро новото оръдие е готово. В началото съществуват известни опасения как ще се държи оръдието във въздуха и как ще се отрази монтирането му на полетните характеристики на съществуващите по това време самолети. За целта то е монтирано на изтребител И-16 и известният пилот-изпитател В. П. Чкалов провежда всестранни изпитания на новата система. Те преминават успешно и през 1936 г. 20-мм авиационно оръдие ШВАК е прието на въоръжение. Първото му бойно използване е през 1939 г. в сраженията при р. Халхин-Гол.

## Устройство и варианти
Устройството на оръдието е еднакво с това на картечницата, на чиято база е създадено, като разликата е само в калибъра. Автоматиката му работи на принципа на използването на енергията на барутните газове, отвеждани през отверстие в канала на ствола. Захранването с боеприпаси е лентово, презареждането е механично или пневматично.
Оръдието ШВАК се произвежда в три варианта:
- крилен (за монтиране в крилата на самолета) – среща се и под обозначенията ШВАК (к), ШВАК-К
- турелен (за монтиране на специална въртяща се установка „турел“ – от френски „tourelle“ – предназначена обикновено за защита на задната полусфера на самолета и обслужвана от отделен член на екипажа) – среща се и под обозначенията ШВАК (т), ШВАК-Т (с ШВАК-Т е обозначавано и монтираното на танкове оръдие ШВАК)
- моторно оръдие (оръдие, стрелящо през кухия вал на двигателя, въртящ витлото). То се отличава с по-голяма дължина, наличието на амортизатор и още някои дребни изменения. Среща се и под обозначенията ШВАК (м), ШВАК-М. С този вариант след лека доработка са въоръжавани леките танкове Т-40 и Т-60. През декември 1941 г. след окончателна доработка, танковото оръдие получава името ТНШ.

## Боеприпаси
Оръдието използва различни типове снаряди с калибър 20x99R. Първоначално в боекомплекта му влизат осколъчно-запалителни и бронебойно-запалителни снаряди. Гилзите им са месингови с цилиндрична форма и имат ръб в дънната част, леко излизащ извън тялото на гилзата. Извличането на тези гилзи след изстрел е затруднено, тъй като започва при все още съществуващо остатъчно налягане на барутните газове в канала на ствола, когато стените на гилзата все още са притиснати към стените на патронника. По тази причина често се получават напречни пукнатини по гилзата и разкъсвания на ръба, което води до увреждане на следващия снаряд и прекратяване на автоматичната стрелба. При шурмовика Ил-2 бронебойно-запалителните снаряди БЗ-20 се оказват недостатъчно ефективни за борба с немските танкове – те често рикошират от бронята им, а при проведените изпитания се оказва, че изобщо не пробиват бронята на средните танкове Pz.III Ausf G. Това налага използването на самолетите Ил-2, въоръжени с ШВАК, да се пренасочи към атакуване на пехотни части, цистерни с гориво, артилерия и снабдителни обози. По-късно са разработени осколъчно-фугасни и осколъчно-фугасни-запалителни снаряди за оръдието, както и различни подкалибрени варианти.